# مردان پرابهت در طیاره‌های پرسرعت
«مردان پرابهت در طیاره‌های پرسرعت» یا چگونه می‌توانم از لندن تا پاریس را در مدت ۲۵ ساعت و ۱۱ دقیقه پرواز کنم؟ (انگلیسی: Those Magnificent Men in their Flying Machines) فیلمی در ژانر ماجرایی بریتانیایی است که در سال ۱۹۶۵ منتشر شد. این فیلم در سال ۱۹۶۵ میلادی چهارمین فیلم پرفروش آمریکا شد.
این فیلم در ایران با نام‌های «مردان شکوهمند در ماشین‌های پرنده‎» و «مردان عجیب در ماشین‌های پرنده‎» نیز در تلویزیون و پلتفرم‌ها نمایش داده شده است.
این فیلم یک فیلم حماسی، درام تاریخی و فیلم کمدی است که سال‌های آغازین هوانوردی را با نگاهی طنزآمیز به تصویر می‌کشد. این فیلم به کارگردانی و نویسندگی مشترک کن آناکین ساخته شده و بازیگران بین‌المللی‌ای چون استوارت ویتمن، سارا مایلز، رابرت مورلی، تری-توماس، جیمز فاکس، رد اسکلتون، بنی هیل، ژان-پیر کسل، گرت فروبه و آلبرتو سوردی در آن ایفای نقش کرده‌اند.
داستان فیلم در سال ۱۹۱۰ می‌گذرد و روایت‌گر یک مسابقه هوایی خیالی از لندن به پاریس است که با جایزه‌ای ۱۰٬۰۰۰ پوندی (معادل ۱٬۱۰۰٬۰۰۰ £ در ۲۰۲۱) برگزار می‌شود و هدف آن اثبات این است که بریتانیا «در آسمان‌ها شماره یک است». این فیلم به‌خاطر صحنه‌های پروازی شگفت‌انگیزش شناخته می‌شود که در آن ده‌ها هواپیمای کاملاً واقعی و بازسازی‌شده از همان دوران به‌نمایش درآمده‌اند. تصویربرداری فیلم با فرمت ۶۵ میلی‌متری Todd-AO توسط فیلم‌بردار کریستوفر چالیس انجام شده و موسیقی آن را ران گودوین ساخته است.
این فیلم در ۱۶ ژوئن ۱۹۶۵ توسط استودیوهای قرن بیستم در بریتانیا اکران شد و هم در گیشه و هم از دیدگاه منتقدان، با استقبال گسترده روبه‌رو شد. فیلم در سه بخش نامزد جوایز فیلم بفتا شد و جایزهٔ بهترین طراحی لباس بریتانیایی – رنگی را به‌دست‌آورد، و همچنین نامزد جایزه اسکار بهترین فیلم‌نامه غیراقتباسی در جوایز اسکار شد. این اثر همچنین در سه بخش از جوایز گلدن گلوب از جمله جایزه گلدن گلوب بهترین فیلم – موزیکال یا کمدی نیز نامزد دریافت جایزه بود.

## داستان
روایت کوتاهی تلاش‌های نخست انسان برای پرواز را از دوران عصر سنگ نشان می‌دهد؛ این بخش همراه با تصاویری از فیلم‌های صامت قدیمی است و انسانی را به نمایش می‌گذارد که در قالب یک «خلبان آزمایشی» بارها با بدبیاری روبه‌رو می‌شود.
در سال ۱۹۱۰، لرد راونسلی، صاحب‌امتیاز یک روزنامهٔ بریتانیایی، دخترش پاتریشیا را که علاقه‌مند به خلبانی و از فعالان جنبش حق رأی زنان است، از پرواز منع می‌کند. ریچارد میز، افسر جوان ارتش و نامزد پاتریشیا، برای پیشبرد هوانوردی بریتانیا و همچنین پیشرفت حرفه‌ای خودش، ایدهٔ برگزاری یک مسابقهٔ هوایی از لندن به پاریس را مطرح می‌کند. با حمایت پاتریشیا، او موفق می‌شود لرد راونسلی را متقاعد کند تا این مسابقه را به‌عنوان یک اقدام تبلیغاتی برای روزنامه‌اش برگزار کند.
راونسلی برگزاری مسابقه را به رسانه‌ها اعلام می‌کند و دعوت‌نامه‌هایی برای بهترین خلبانان جهان فرستاده می‌شود. ده‌ها شرکت‌کننده به فرودگاه نزدیک پیست اتومبیل‌رانی بروکلی می‌آیند و در روزهای پیش از مسابقه، پروازهای آزمایشی انجام می‌دهند. خلبانان شرکت‌کننده مجموعه‌ای رنگارنگ از ملیت‌های مختلف هستند: سرهنگ آلمانی مانفرد فون هولشتاین که قربانی شوخی‌های پیاپی فرانسوی‌ای به نام پیر دوبوآ می‌شود؛ کنت احساسی و تندمزاج ایتالیایی، امیلیو پونتیچلی؛ بارون بی‌اخلاق بریتانیایی، سِر پرسی وار-آرمیتاژ، همراه با خدمتکار تحت‌فشارش، کورنِی؛ افسر نیروی دریایی ژاپن، یاماموتو؛ و گاوچران سخت‌کوش آمریکایی، اورویل نیوتن.
در جریان آزمایش هواپیماها، نیوتن و پاتریشیا با هم آشنا شده و به یکدیگر علاقه‌مند می‌شوند. میز حسادت می‌کند و بین او و نیوتن بر سر دل پاتریشیا رقابتی جدی درمی‌گیرد. در جشنی در دوور، پاتریشیا نیوتن را متقاعد می‌کند او را به پرواز ببرد. آن‌ها به‌سوی فرودگاه پرواز می‌کنند و میز و پدر پاتریشیا نیز برای متوقف‌کردنشان به‌دنبالشان می‌افتند. کمی پس از برخاستن، یکی از پایه‌های هواپیما می‌شکند و پاتریشیا مجبور می‌شود پرواز کند تا نیوتن بتواند با کمربند خود تعمیرات را انجام دهد. پس از فرود، راونسلی نیوتن را از مسابقه اخراج می‌کند. پاتریشیا از او عذرخواهی می‌کند و راونسلی پس از تهدید او به ایجاد جنجال بین‌المللی، کوتاه می‌آید. در همین حین، هولشتاین که از تمسخر فرانسوی‌ها به تنگ آمده، دوبوآ را به دوئل دعوت می‌کند. دوبوآ می‌پذیرد و نوع دوئل را بالن و تفنگ‌های درشت انتخاب می‌کند. هر دو بالن و خلبان‌هایشان در نهایت در فاضلاب مجاور سقوط می‌کنند.
در مهمانی شب پیش از مسابقه، سِر پرسی هواپیماهای یاماموتو و نیوتن را خراب می‌کند و رمپلشتروس، خلبان آلمانی، نیز با مسهل‌ای که برای یاماموتو در نظر گرفته شده بود از کار می‌افتد. با آغاز مسابقه در روز بعد، هولشتاین جایگزین رمپلشتروس می‌شود، اما خرابکاری‌های پرسی و مشکلات فنی دیگر شرکت‌کنندگان را با دردسرهایی مواجه می‌کند تا اینکه اکثر آن‌ها سالم به دوور، ایستگاه بازرسی پیش از عبور از کانال مانش، می‌رسند.
سِر پرسی تقلب کرده و هواپیمایش را شبانه با قایق به آن سوی کانال منتقل می‌کند، اما با هیجان محلی‌ها به‌هنگام رسیدن معطل می‌شود. دیگر شرکت‌کنندگان صبح‌هنگام از کانال پرواز می‌کنند، ولی بیشترشان از جمله هولشتاین، در دریا سقوط می‌کنند. سِر پرسی بر اثر دود قطاری میان کاله و پاریس مسیرش را گم می‌کند و چرخ فرود هواپیمایش بین دو واگن گیر می‌کند. او در حالی که روی سقف قطار تلاش می‌کند راننده را متوجه کند، قطار وارد تونل می‌شود و هواپیمایش نابود می‌شود.
در نزدیکی پاریس، هواپیمای پونتیچلی آتش می‌گیرد و نیوتن برای نجات او مسیرش را تغییر می‌دهد. در همین حین، میز فرود می‌آید و پیروزی را برای بریتانیا کسب می‌کند. با این حال، میز دلاوری نیوتن را به رسمیت می‌شناسد و افتخار و جایزه را با او شریک می‌شود. تنها خلبان موفق دیگر، دوبوآست که مسابقه را برای فرانسه به پایان می‌رساند. در نهایت، پاتریشیا نیوتن را انتخاب می‌کند، اما بوسهٔ آن‌ها با صدای عجیب هواپیماهایی در آسمان قطع می‌شود. همه به آسمان نگاه می‌کنند و عبور شش جت جنگندهٔ اینگلیش الکتریک لایتنینگ را می‌بینند که دورهٔ زمانی را به «حال حاضر» (۱۹۶۵) منتقل می‌کند.
سپس خطرات پرواز مدرن، علی‌رغم پیشرفت‌های فناورانه، نشان داده می‌شود؛ به‌عنوان نمونه، پرواز غیرنظامی شبانه‌ای بر فراز کانال مانش به‌دلیل مه سنگین لغو می‌شود. یکی از مسافران عقب‌مانده ایده می‌گیرد که پرواز را خودش یاد بگیرد و بدین‌سان، روح پیشگامانهٔ انسان ادامه می‌یابد.

## بازیگران
- استوارت ویتمن
- سارا مایلز
- تری توماس
- رابرت مورلی
- جیمز فاکس
- آلبرتو سوردی
- گرت فروبه
- ژان-پیر کسل
- گوردون جکسون
- فلورا رابسون
- بنی هیل
- اریک سایکس
- جیمز رابرتسن جاستیس
- فردی مین
- رد اسکلتون
- سام وانامیکر
- یوجیرو ایشی هارا

## عوامل دوبله
- خسرو خسروشاهی (ریچارد میز/جیمز فاکس)،
- چنگیز جلیلوند (اورویل نیوتن/استوارت ویتمن)،
- نجمه فروهی (پاتریشیا/سارا مایلز)،
- جواد بازیاران
- اکبر منانی
- حسین رحمانی
- منوچهر زمانی